# Dryosphaera tropicalis
Dryosphaera tropicalis är en svampart som beskrevs av Kohlm. & Volkm.-Kohlm. 1993. Dryosphaera tropicalis ingår i släktet Dryosphaera, divisionen sporsäcksvampar och riket svampar.   Inga underarter finns listade i Catalogue of Life.